# Agelasidae
Agelasidae is een familie van sponsdieren uit de klasse van de Demospongiae (gewone sponzen). 

## Geslachten
- Acanthostylotella Burton & Rao, 1932
- Agelas Duchassaing & Michelotti, 1864
- Amphinomia Hooper, 1991